# (200320) 2000 FF69
(200320) 2000 FF69 es un asteroide perteneciente al cinturón de asteroides descubierto el 27 de marzo de 2000 por el equipo del Spacewatch desde el Observatorio Nacional de Kitt Peak, Arizona, Estados Unidos.

## Designación y nombre
Designado provisionalmente como 2000 FF69.

## Características orbitales
2000 FF69 está situado a una distancia media del Sol de 3,055 ua, pudiendo alejarse hasta 3,359 ua y acercarse hasta 2,752 ua. Su excentricidad es 0,099 y la inclinación orbital 1,442 grados. Emplea 1951,26 días en completar una órbita alrededor del Sol.

## Características físicas
La magnitud absoluta de 2000 FF69 es 16,2. Tiene 2,748 km de diámetro y su albedo se estima en 0,077. 